# Lactarius piperatus
Lactarius piperatus, también conocido como lactario picante, girgola, hongo pimentero o pebrazo, es un hongo basidiomiceto de la familia Russulaceae. Es una especie muy común, que crece preferentemente en bosques de coníferas y planifolios, bajo robles, encinas y castaños. Su seta, o cuerpo fructífero, aflora en verano y otoño. Su basónimo es Agaricus piperatus L. 1821. El epíteto específico, piperatus, significa "con sabor picante". Su carne tiene un sabor acre y picante, por lo que generalmente no se le considera un buen comestible. Sin embargo, hay regiones donde se consume.